# Le Tholonet
Le Tholonet je francouzská obec v departementu Bouches-du-Rhône v regionu Provence-Alpes-Côte d'Azur.

## Vývoj počtu obyvatel
Počet obyvatel

## Pamětihodnosti
- zámek ze 17. století
- pozůstatky římského akvaduktu přivádějícího vodu do Aix-en-Provence
- bývalý větrný mlýn přestavěný na uměleckou galerii